# 조선 축구 대표팀

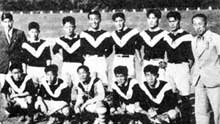
제15회 천황배 전일본 축구 선수권 대회에 참가한 전경성축구단 선수들

조선 축구 대표팀은 일제강점기 당시 일본 제국의 조선 지역을 대표하여 만들어진 축구 대표팀으로 현재의 대한민국 축구 국가대표팀의 전신이다.

## 역사

### 초기
일본 제국에서는 매년 전일본 축구 선수권 대회라는 축구 대회를 열었고 대회는 당시 일제의 6지방에서 각 지방의 대표들이 참가하는 방식으로 진행되었다. 그 중 일제의 식민 지배 하에 있던 조선 역시 일제의 지방 중 한 곳으로 분류 되었기 때문에  조선 축구 대표팀으로서 전일본 축구 선수권 대회에 참가하게 되었다.그렇게 탄생된 조선 축구 대표팀은 한반도에서의 최초의 축구 대표팀이자, 현재 대한민국 축구 국가대표팀의 전신이 되었다.이는 국가가 아닌 한 지역 대표팀인 마드리드주 축구 대표팀과도 비슷한 성격을 지녔다. 당시 조선축구협회는 조선 대표팀을 만들기 위해서 여러 예선 등을 통해서 당시 조선의 최고 선수들을 선발해 최초의 조선 축구 대표팀을 만드는데 성공하지만 일제측에서 갑자스럽게 소집된 대표팀이 아닌 당시 경성부의 축구단이자 조선 축구 대회의 우승팀인 경성 축구단을 조선 대표로 인정한다고 하여 경성 축구단의 선수들로만의 출전을 요구하자 조선축구협회는 본래의 계획을 바꾸어 당시 경성 축구단 선수들을 주측으로 해서 보성전문, 연희전문, 평양 축구단 선수들로 구성된 조선 대표의 전(全)경성축구단이 결성되게 되었다. 이후 시간이 흘러 1965년에 한 기사에서는 이를 화자하며 '지역대표로 참가한 조선축구 팀은 사실상 우리나라를대표한것이 아닐수없다.'라는 글을 남겼다.

### 전일본종합축구선수권 대회
부상 당한 채금석 선수를 제외한 16명의 선수들이 도쿄에 도착해 경기를 준비했다.
전경성축구단은 대회 준결승전에서 6-0의 스코어로 일본의 니고야 상고를 이기며 결승에 진출하게 되었다.결승 상대는 일본의 문리과 대학이였고 결승에서도 압도적인 실력 차로 상대를 이기며 대회 우승과 함께 대회 총 전적 12-1로 대회를 마무리했다. 이러한 활약 덕분에 일본 대회였음에도 당시 경기장의 인원 절반이 조선인들로 차있었다. 이후 대회의 우승배는 일본 본국이 아닌 조선으로 이동 되었다.

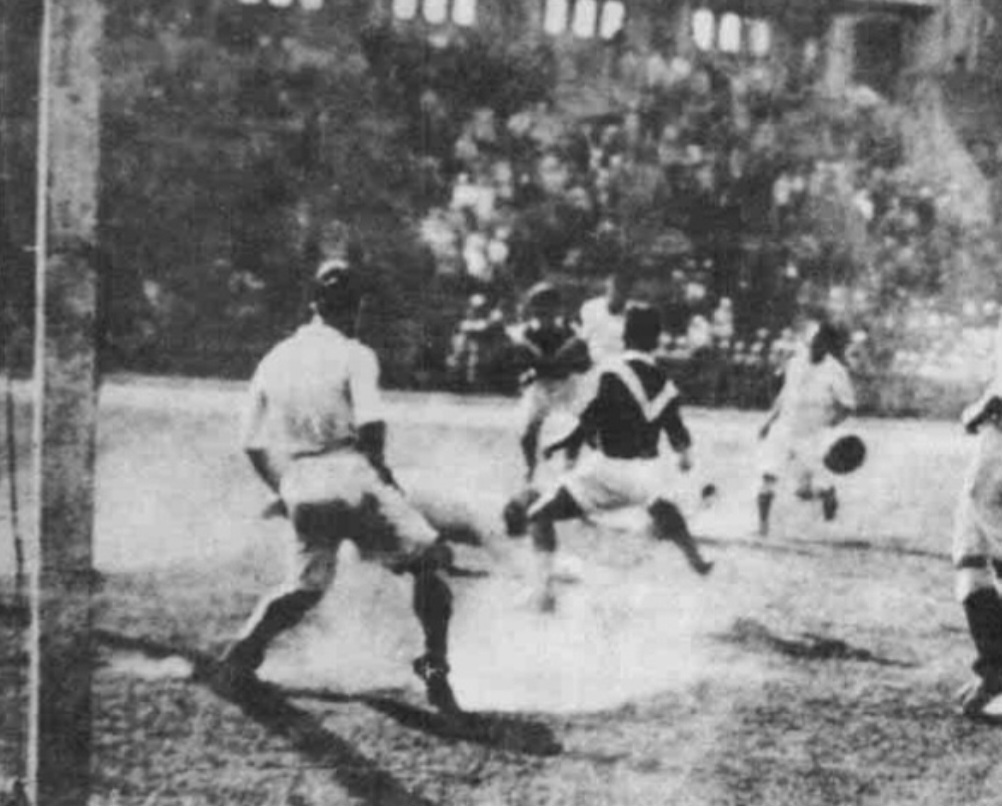
제15회 천황배 전일본 축구 선수권 대회의 결승전에서 김성간 선수가 슈팅을 시도하는 장면

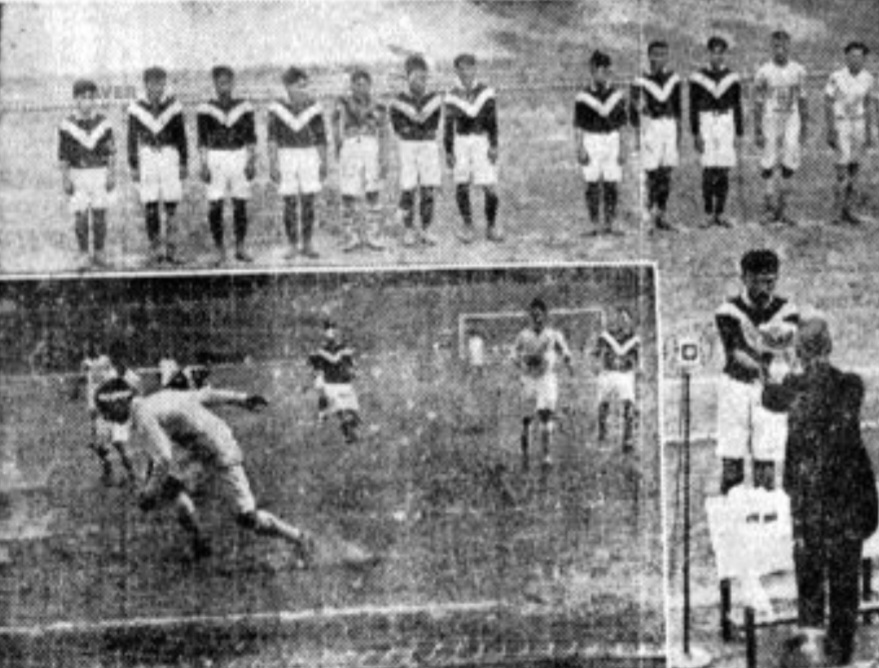
대회 트로피 수여식 장면

| CF | 김성간                  |
| IF | 배종호, 김경한          |
| WF | 박효제, 강기순          |
| HB | 김병희 , 김용식, 이유형 |
| FB | 정용수, 박규정          |
| GK | 이혜봉                  |

### 메이지 신궁 경기대회 (명치신궁대회)
1936년 베를린 올림픽에 출전할 국가대표 선발전을 겸한 대회이기도 한 일본의 메이지 신궁 경기대회에서도 전경성축구단이 조선 대표팀으로서 대회에 나서게 되었고 대회 첫 상대인 중국 와호를 상대로 6-2, 이후 일본의 함관과 관서대학을 각각 2-1, 2-0으로 이겼다. 또한 결승에서 일본의 강팀이였던 게이오 BRB를 상대로도 승리를 거두며 두 번째 대회 우승을 거두며 영국 축구 협회에서 수여한 우승배를 들게 되었다.

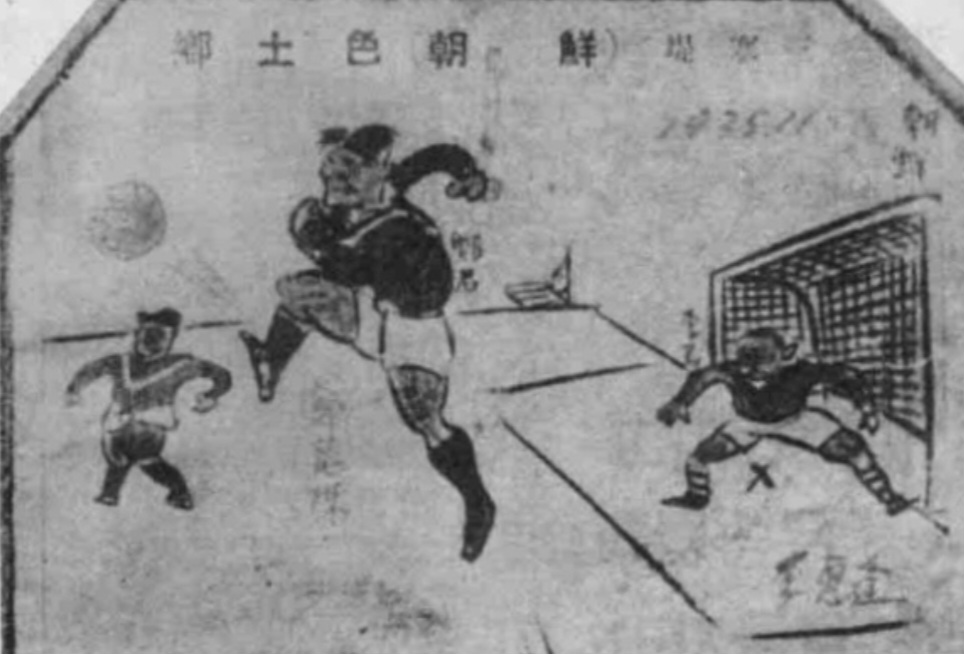
일본 잡지에 실린 결승전에서의 정용수 선수의 수비 장면

우승 이후 결승전에서 대활약을 펼친 전경성축구단의 정용수 선수는 경성부에 돌아가 이 정도의 반응이면 올림픽에도 나갈 수 있을 것 같다며 주위 사람들에게 술을 사는 등 기뻐했고, 당시의 기사 역시 처음 올림픽 선수 선발에 있어 두 대회에서의 성적을 전제로 한다고 한 추기와 춘기 두 대회 모두 조선이 우승했으며, 조선 선수들에 대한 호평 또한 많았기에 '조선튐이 대표로 세계 올림픽에 출장치 안흐면 아니될 형편이다.'라고 보도했다. 하지만 실제로는 우승팀임에도 조선에서는 김용식 선수 한 명만이 올림픽에 참가하게 되었다.

#### 올림픽 선발
조선으로 돌아 온 전경성축구단 선수들은 부산에서 부산체육회의 간부들을 포함한 여러 사람들에게 열렬한 환영을 받았으며 이후 자동차를 타고 부산도매시장에서 열린 환영회에서 부산체육회장 환영사 이후 대회 전적보고와 환담 등을 나누며 대회에서 우승을 축하받으며 화기애애한 분위기 속에서 환영식을 가졌다.환영식 후에는 주장 이영민 선수를 주심으로 해 부산 축구단과 환영 축구 경기를 가졌다. 하지만 1936년 3월 10일 발표한 올림픽 축구 대표팀 1차 후보 명단 25명에 우승팀 조선 대표팀 소속 선수는 김용식 선수와 김영근 선수 둘뿐이였다.1935년 일본 축구 협회가 발표한 올림픽 축구 대표 선발 방침은 전일본 축구 선수권대회와 메이지 신궁 경기대회, 동서학생리그를 전제로 한다고 했었지만 이 중 두 대회를 우승한 조선 대표팀에서 두 명의 선수만이 선발되었다. 또한 개인 선발 소식을 조선축구협회나 소속 축구단이 아닌 개인한테 통보하는 방식으로 전해 우승팀임에도 이러한 방식은 불공정한 방식뿐만 아니라 해당 팀을 경시하는 방식이라며 해당 관계자는 일본 축구 협회의 이러한 행동을 기사에 폭로했다. 또한 전경성축구단은 이러한 결정에 분노해 긴급이사회를 열었고 선수를 베를린 올림픽에 보내지 않기로 결정 하였으며 조선축구협회를 통해 일본 축구 협회에 강력 항의하였다.하지만 항의는 받아드려지지 않았고 결국 조선에서는 김용식 선수 한 명만이 올림픽에 나가는 것으로 결정 되었다.

### 영함전
1936년 8월, 조선축구협회가 주최하는 영국의 영국함대(HMS Dorsetshire) 축구단과 전경성선발팀과의 경기가 예정되어있었지만 강우로 인해 취소되었다.

### 대유학생전
동경유학생축구단이 조선으로 돌아와 조선축구협회는 전경성축구단을 소집해 환영 축구전을 갖게 되었다. 하지맛 갑작스럽게 진행된 경기인데다가 연습 부족으로 인해 6대2로 패하였고이는 조선 대표팀의 첫 패배이자, 현재 남아 있는 경기 기록 중 유일한 패 기록이다.

### 중국 올림픽 대표팀전
조선축구협회는 대외진출을 위해 중국 올림픽 축구 대표팀의 간부들과의 상의 끝에 중국 올림픽 축구 대표팀과의 친성 경기를 약속했다. 그렇게 조선의 최고 선수들을 소집해 조선축구선발군을 소집할 예정이라고 했지만 이후의 기록은 남아있지 않다.

### 게이오(경응)전
전일본 축구 선수권 대회에서 조선 대표팀이 우승한 후 게이오 대학 축구부가 2회 연속 우승을 기록했으며 마지막 대회에서는 준우승을 기록한 뒤
해외 원정을 떠나 만주에서의 세 경기에서 20골과 단 1실점만을 기록한 뒤 모두 승리한 채로 원정 마지막 상대로 조선축구협회의 초빙으로 인해 전경성축구단과의 경기를 갖게 되었다. 일본 본토의 팀이 조선에 와서 경기를 치르는 것은 광장히 이례적인 일로 게이오가 조선에 방문한 세번째 일본 본토 팀이였다. 당시 게이오의 니노미야(二宮) 선수와 하리마(播磨) 선수의 콤비는 유명했으며, 당시 언론에서는 축구계 패자라고 평가했다.조선축구협회는 동경유학생 축구단과 경기할 OB팀을 선발한 동시에 게이오와 경기할 전연전과 전보전으로 혼합 편성된 전경성축구단을 선발했다.당시 화제의 팀인 게이오팀과의 경기는 많은 사람들의 이목을 집중시켰고 무려 4,000에서 5,000명의 관중들이 모이게 되었다. 만약 게이오팀이 이번 경기에서 이긴다면 일본내지 축구팀으로서 원정 경기를 모두 이긴 최초의 팀이될 예정이였다. 하지만 전경성선발팀은 게이오 대학과의 경기를 무승부로 종료시키면서 게이오의 연승 기록을 끝냈고 당시 기사에는 축구계의 획기적기록이라고 평가했다.

### 일이친선국제축구전
1938년 8월, 조선축구협회는 인천에 도착한 이태이극동함대 라이몬드-먼태국코리(라이몬도 몬테쿠콜리;Raimondo Montecuccoli)호가 온 것을 기회로 이탈리아의 동함대 축구단과의 일이친선국제축구전이라는 이름의 경기를 약속하게 된다. 해당 경기는 무려 5,000 명의 관중들 속에서 성대하게 열렸다. 경기는 극동함대팀의 연습 부족으로 인해 흔히 사용되는 언어인 '반코트 경기'로 진행되었으며 무려 13대 0의 스코어 전경성선발팀이 승리하게 되었다. 경기 후 조선축구협회는 이탈리아 팀에게 기념품을 증정하였고 당시 이탈리아 팀의 파티-스 감독은 조선팀은 강하다라고 평가했다.
우리가 조선튐과 대전하기는처음인만치 큰 기대를가지고 응전 하였는데 조선튐은 예상이상의 강튐이였섯다 민활한 댓슈와 강한 슈ㅅ튕 은 금년에도 세계선수권을 차지한우리나라 최강튐에 비하야 손색이 업다고생각한다 우리는 항상해상생활을 해기때문에 연습이업서서 오늘 참패를하얏스나 승부초월하야 이가티 스포–츠를 통하야 엔조이 하는것을유쾌하게 생각한다 더욱이 고국에도라가서도 조선축구계가 이가티 강하다는것을것을 전하겠다

### 제1회 전일본삼지방대항축구대회
일제에서 열린 제1회 전일본삼지방대항축구대회(全日本三地方對抗蹴球)에 조선 대표팀을 소집하였다. 3지방대항축구전의 성적을 참고하여 선수를 소집했다. 이때부터 전경성축구단과 조선축구대표를 혼합해서 사용하지 않고 조선축구대표라는 이름만을 본격적으로 사용했다.
이 대회에 조선 대표팀은 일본의 올림픽 대표 선수들이 여럿 포진한 관서 대표와 관동 대표, 특히 결승에서 관동대표를 3대0으로 이기며 대회에서 우승하게 되면서 다시 한 번 일본 본국에서 열린 축구대회에서 우승하게 되었딘.

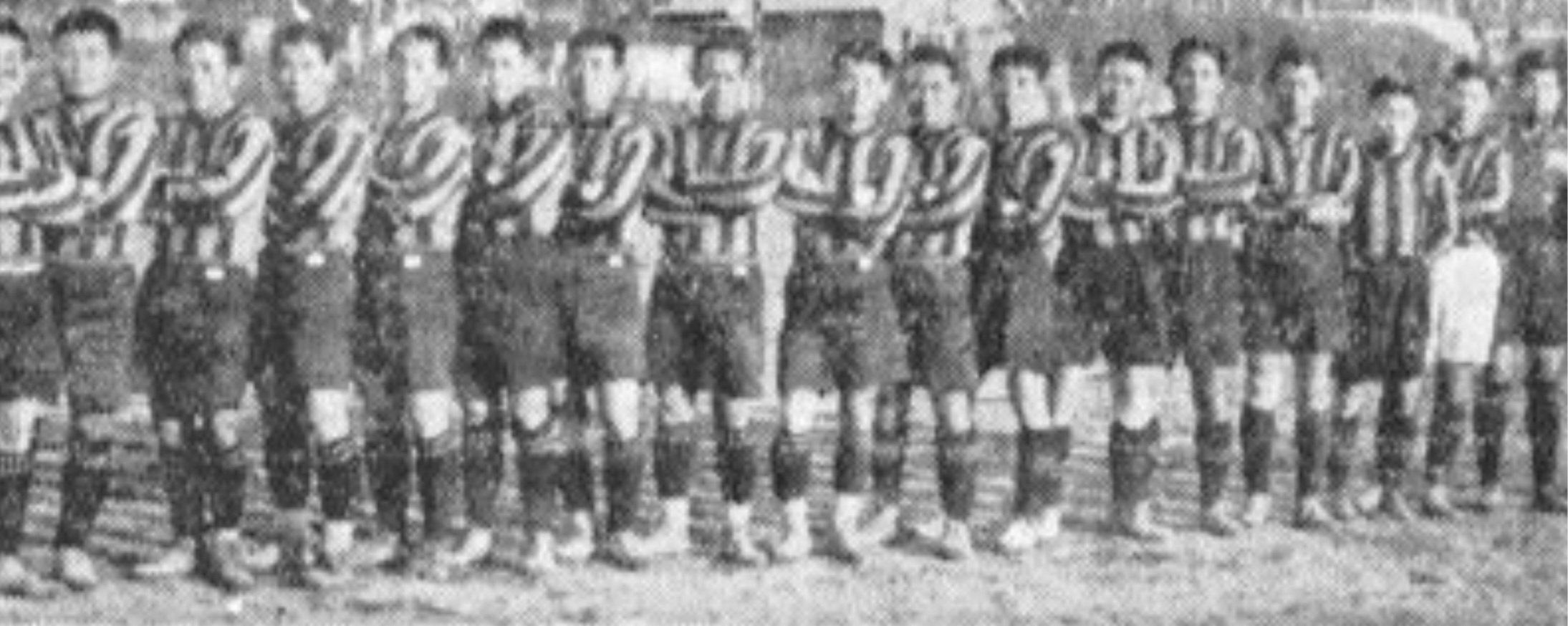
대회에서 우승한 조선 대표팀 선수들

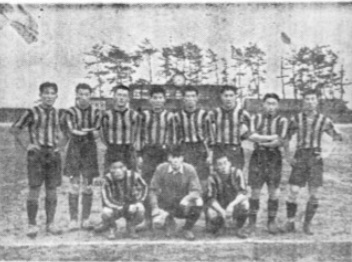
단체 사진

### 제2회 선만대항종합경기
조선과 만주국이 여러 스포츠를 대결하는 대회인 선만대항종합경기에 축구 종목 역시 포함되어 만주국과 경기하게 되었다. 해당 대회는 만주국이 총 5종목에서, 조선이 8종목에서 우승했으며 축구는 3대3으로 무승부를 기록했다.

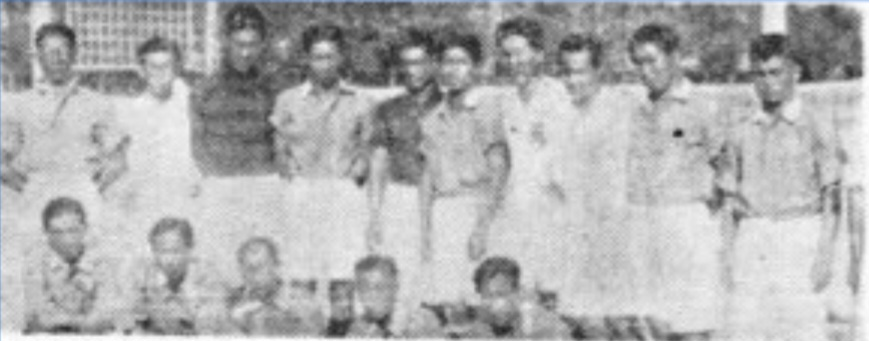
조선 축구 대표팀과의 경기에 참가한 만주국 대표 선수들

### 제2회 전일본삼지방대항축구대회
다음해인 1939년, 제2회 전일본삼지방대항축구대회에 참가하기 위해 조선축구협회는 3지방대항축구전에서 우승한 경성 축구단 선수 14명과, 평양 축구단에서 3명으로 총 17명의 선수를 조선 대표로 소집했다. 하지만 추계고전축구대회 결승전에서 연전과 보전의 불상사가 일어났고 조선축구협회는 연전의 응원단은 1년간 단체응원 금지를, 보전의 김인모 선수는 1년간 대회출장 금지, 연전 선수 3명과 보전 선수 6명에게 경고문을 각각 보냈다.이 사태에 대해 본래 조선의 사정에 대해서 다소 소원했던 일본 축구 협회는 이번 일에는 적극적으로 참여했고해당 사태를 심각히 받아드려 제2회 전일본삼지방대항축구대회에서의 조선축구대표팀 출전 중지라는 처분을 내리게 된다. 이에 대해서 김용식 선수는 이번 일로 해당 사태가 일본 전체에 사실보다 더 부풀려 보도 될것이며, 이 때까지의 노력들로 얻은 조선의 좋은 인상들이 헛수고가 될 것이라며 아쉬워했다. 또한 이러한 결정에 대해 불만을 표시하기도 하였다. 해당 사태와 연류된 조선대표팀으로 선발된 선수는 단 한 명뿐이였고 나머지 16명은 해당 사건과 그 중 여러 선수들은 이미 여러번 도쿄에 방문하여 경기를 뛰었지만 지금까지 아무런 문제를 일으키지 않았을 뿐더러 오히려 일본 선수들이 조선의 기술적인 부분을 본받기도 했다고 밝혔다. 또한 이 사태는 이미 오천 명의 당시 관중들이 목격한 바와 같이 해당 팀의 응원단과 응원단의 책임자, 양교 축구부 책임자와 경기를 통제하지 못한 심판진 및 협회 등의 책임이지 선들에게는 무슨 책임이 있겠냐고 한 뒤에 대표팀이 안 된다면 조선의 다른 팀들을 조선 대표로 보내는 방법도 있다며 이 사태로 인해 조선 축구 대표팀 출장 중지 처분 자체는 너무 경솔한 결정이라며 아쉬워했다. 이 결정 이후 한 번 정도 연습훈련으로의 소집을 제외하고는 조선이 축구 대표팀을 소집해 경기를 벌인 기록은 없는 것으로 보아 사실상 이는 조선 축구 대표팀의 마지막 모습이였다.

## 의미
비록 팀은 국제 축구 연맹에 가입되지 않은 팀으로 FIFA가 주관하는 경기에 참가하지도 않았지만 일본 제국에 지배 받던 일제강점기 시절 한국이 민족 본래의 정체성을 잃지 않고 민족을 대표하는 대표팀을 만들어 경기 했다는 점과 그 대표팀이 당시 식민지배를 하던 일본 제국의 주 축구 대회 3곳에서 모두 우승했다는 점은 매우 의미있는 사건이다. 또한 해방 이후에 조선 축구 대표팀에서 활약하던 선수들 대부분이 그대로 대한민국 축구 국가대표팀을 구성했기 때문에 현대의 대한민국 축구 국가대표팀의 전신이기 하다.

## 명칭
전(全) 경성축구단이라는 명칭은 온전할 전 (全)이 '전체'를 뜻하기도 하는 한자이므로 조선 대표로 전경성축구단이 만들어지기 전에도 경성 축구단  및 경성 축구단 창단 전에도 경성 전체를 대표한다는 뜻으로 전경성이라는 단어를 사용했었다.전경성축구단이라는 명칭이 본격적으로 사용되기 시작한 때는 전일본 축구 선수권 대회 출전 1년 전 조선축구협회의 주최로 만주국과 경기한 1934년으로 이 당시 전경성축구단이 조선축구협회가 선발한 대표팀인지, 단순히 경성 축구단을 말하는 것인지는 확실치 않다. 그 외에도 1934년 조선축구협회 주최로 열린 동경유학생 축구단을 상대로 한 경기에서도 전경성축구단이라는 이름으로 불렀지만사실 전경성축구단이란 명칭은 본래 조선 대표팀이 일제의 요구로 경성 축구단 중심으로 만들어진 대표팀을 뜻하며 그 전 전경성축구단은 별개로 봐야할 수도 있겠지만, 그해  경평대항축구전에 참가한 경성 축구단은 평범히 경성 축구단으로 부른 점과선발팀 편성 전 4월에 전경성축구단이 중국 상해의 동화군과의 경기에서 전경성축구단을 전경성선발군이라고 소개한 점,전경성축구단이 만주국을 4대1로 이긴 경기를 두고서 이후 조선과 만주국의 대회인 선만대항종합경기에서 제1회는 조선이 4대1로 이겼다고 기록한 점 등을 보았을 때 확실히 경성 축구단과는 다른 팀으로 분류하는 것이 맞는 듯 하다. 또한 전경성축구단은 일제의 대회 원칙상 경성 축구단으로 대회에 참가한 것이기 때문에 따로 구분하지 않고 경성 축구단이라는 이름 그대로 부르기도 했다.
이후에는 선발된 대표팀은 전경성축구단과 조선축구대표라는 명칭을 혼합해서 사용하지 않고조선축구대표라는 이름만을 본격적으로 사용했다.</poem>

## 전경성축구단 경기결과
승리   무승부   패배   경기취소 

#### 1935
| 1935년 전일본 축구 선수권대회 1935년 6월 2일 | 나고야 상고 | 1 – 6 | 전경성축구단                                           | 일본 제국 일본            |  |  |
| 11:00                                        |             | [ 3 ] | - ? (전반) - ? (전반) - ? (후반) - ? (후반) - ? (후반) | 경기장: 메이지신궁 경기장 |  |  |
|                                              |             |       |                                                        |                           |  |  |

| 1935년 전일본 축구 선수권대회 1935년 6월 2일 | 문리과대학 | 0 – 6        | 전경성축구단                                                                 | 일본 제국 도쿄                                |  |  |
| 15:00                                        | - ? 16′    | [ 3 ] [ 42 ] | - 김성간 7′ - 최성손 17′ - 배종호 44′ - 최성손 45′ - 김성간 50′ - 김성간 55′ | 경기장: 메이지신궁 경기장 심판: 세키네 (關根) |  |  |
|                                              |            |              |                                                                              |                                               |  |  |

| 메이지 신궁 경기대회 1935년 10월 30일 | 전경성축구단                  | 6 – 2 | 가코(臥虎)구락부 | 일본 제국                                  |  |  |
| 14:10                                 | ? ?′ ? ?′ ? ?′ ? ?′ ? ?′ ? ?′ | [ 3 ] | ? ?′ ? ?′        | 경기장: 메이지신궁 경기장 심판: 이데(井出) |  |  |
|                                       |                               |       |                  |                                            |  |  |

| 메이지 신궁 경기대회 1935년 11월 1일 | 전경성축구단 | 2 – 1               | 하코다테(函館)축구단 | 일본 제국                               |  |  |
| 14:30                                | ? ?′ ? ?′    | [ 3 ] [ 44 ] [ 45 ] | ? ?′                 | 경기장: 도야마 학교 운동장 심판: 노무라 |  |  |
|                                      |              |                     |                      |                                         |  |  |

| 메이지 신궁 경기대회 1935년 11월 2일 | 전경성축구단    | 2 – 0 | 간가쿠 대학 | 일본 제국                                 |  |  |
| 14:30                                | - ? 4′ - 김 19′ |       |             | 경기장: 도야마 학교 운동장 심판: 요시와라 |  |  |
|                                      |                 |       |             |                                           |  |  |

| 메이지 신궁 경기대회 1935년 11월 3일 | 전경성축구단                 | 2 – 0        | 게이오 BRB | 일본 제국                                           |  |  |
| 10:25                                | - 최성손 2′ - (pk)김영근 46′ | [ 3 ] [ 44 ] |            | 경기장: 신궁 외원 경기장 관중 수: 수만 심판: 노무라 |  |  |
|                                      |                              |              |            |                                                     |  |  |

#### 1936
| 1936년 8월 | 전경성축구단 | 경기취소 | 영국함대 축구단 | 일본 제국 경성부         |  |  |
|            |              |          |                 | 경기장: 신궁 외원 경기장 |  |  |
|            |              |          |                 |                          |  |  |

#### 1937
| 1937년 | 중화인민공화국 | ? – ? | 전경성축구단 | 중국 상해 |  |  |
|        |                |       |              |           |  |  |
|        |                |       |              |           |  |  |

| 1937년 7월 23일 | 전경성축구단             | 2 – 6 | 동경유학생 축구단                                         | 일본 제국 경성부                 |  |  |
| 20:17           | - 이봉호 3′ - 이영민 74′ |       | - ? 25′ - 최동순 30′ - 박희현 40′ - ? 64′ - ? 70′ - ? 88′ | 경기장: 경성 운동장 심판: 권정규 |  |  |
|                 |                          |       |                                                           |                                  |  |  |

#### 1938
| 경승대전경성 1938년 8월 11일 | 전경성축구단                       | 2 – 2 | 경응 대학                                   | 일본 제국 경성부                                      |  |  |
|                              | - 김용식 55′ (페널티) - 김용식 77′ |       | - 니노미야 (二宮) 23′ - 시노자키 (篠崎) 41′ | 경기장: 경성 운동장 관중 수: 4,000~5,000 심판: 전유량 |  |  |
|                              |                                    |       |                                             |                                                       |  |  |

| 일이친선국제축구전 1938년 8월 12일 | 전경성축구단 | 13 – 1 | 극동함대         | 일본 제국 경성부                                |  |  |
| 17:15                              | - 김성간 3′ - 박효제 10′ - 박효제 11′ - 김성간 13′ - 김성간 14′ - 박효제 24′ - ?택목 35′ - ?성규 45′ - 김성간 88′ | [ 30 ] | - 곤살로 풀리 ?′ | 경기장: 경성 운동장 관중 수: 5,000 심판: 권희창 |  |  |
|                                    | |        |                  |                                                 |  |  |

| 제2회 선만대항종합경기 1938년 8월 20일 | 조선 축구 대표팀                       | 3 – 3 | 만주국                                                                                          | 일본 제국 경성부                 |  |  |
| 16:10                                  | - 정국진 15′ - 이용일 47′ - 이영창 61′ |       | - 리완녠 · (이만년, · 李萬年) 36′ - 주빙장 · (주병장, · 朱秉暲) 39′ - 찡시 · (김시, · 金矢) 46′ | 경기장: 경성 운동장 심판: 김화집 |  |  |
|                                        |                                        |       |                                                                                                 |                                  |  |  |

| 1938년 전일본삼지방대항축구대회 1938년 | 관서군 | 1 – 3 | 전경성축구단 | 일본 제국 도쿄 |  |  |
|                                        |        |       |              |                |  |  |
|                                        |        |       |              |                |  |  |

| 1938년 전일본삼지방대항축구대회 1938년 | 관동군' | 0 – 3 | 전경성축구단 | 일본 제국 도쿄 |  |  |
|                                        |         |       |              |                |  |  |
|                                        |         |       |              |                |  |  |

## 대회 기록
- 천황배 전일본 축구 선수권 대회
  - 우승 ● (1) : 1935[47]
- 메이지신궁 경기대회
  - 우승 ● (1) : 1935[48]
- 전일본삼지방대항축구대회
  - 우승 ● (1) : 1938